# Середньочаплинський заказник
Середньочаплинський — ландшафтний заказник місцевого значення. 
Заказник розташований у Магдалинівському районі Дніпропетровської області.
Площа заказника — 107,6 га, створений у 2013 році.